# 瓦赫河
瓦赫河 (斯洛伐克語發音：[ʋaːx]，德語發音：[vaːk] ⓘ）是斯洛伐克境内最长的一条河流。多瑙河的支流之一。总长度406公里。瓦赫河有两个源头。自西向东流经了斯洛伐克的大部分国土。在科马尔诺注入多瑙河。